# Beta Leonis
Denebola, sau Beta Leonis (β Leo / β Leonis, Bêta Leonis), este a doua cea mai strălucitoare stea din constelația Leul. Stea de tip spectal A, ea este situată la 36 de ani-lumină de Pământ și are o luminozitate de douăsprezece ori mai mare decât aceea a Soarelui. Steaua are o magnitudine aparentă de 2,14. Stea variabilă de tip Delta Scuti, ea are, prin urmare, o luminozitate foarte ușor schimbătoare în timp de câteva ore.

## Etimologie
Numele său, Denebola provine din sintagma arabă ذنب الاسد, transliterat  Deneb Alased, pronunț {{IPA|/ðanab al-asad/}}) ðanab al-asad, care înseamnă „coada leului”; poziția sa corespunde cozii constelației Leul. Deneb, din constelația Lebăda are o etimologie similară.
Prezentă sub numele „beta leonis”, în Uranometria de Johann Bayer (editată în 1603), întrucât este considerată ca a doua stea cea mai luminoasă din constelație. În 1725, John Flamsteed a denumit-o „94 Leo” (denumirea dată de Flamsteed era bazată pe ascensia dreaptă în constelație, mai degrabă decât pe luminozitate). Alte denumiri au fost adăugate în cataloagele stelare.

## Observare
Având o declinație de +14°, Denebola este o stea din emisfera boreală. Tutuși, vecinătatea sa cu ecuatorul ceresc, o face vizibilă din toate ariile populate ale Pământului. Nu este vizibilă din regiunile din interiorul continentului antarctic. Pe de altă parte, poziția sa o face circumpolară doar din vecinătatea Polului Nord. Având o magnitudine egală cu 2,13 este o stea distingibilă, cu ușurință, chiar și din arii cu poluare luminoasă moderată.

## Proprietăți
Temperatura la suprafața stelei Denebola este de circa 8.500 K. Ea are o viteză de rotație ridicată, în jur de 120 km/s, care este de același ordin de mărime cu aceea a stelei Alpha Eridani. În comparație,  Soarele are o viteză de rotație de 2 km/s.
Denebola, împreună cu stelele Spica și Arcturus, formează asterismul Triunghiul de Primăvară, iar acesta, prin extensie, împreună cu steaua Cor Caroli, formează asterismul Diamantul Fecioarei.

## Caracteristici fizice
Denebola este o stea de clasă spectrală A3-V, cu o temperatură superficială de circa 8.700K. Are o masă cu 75% mai mare decât masa Soarelui, iar raza este cu 73% superioară  razei acestuia și are o luminozitate de circa 14 ori mai mare decât aceea a Soarelui. Denebola este o stea relativ tânără, cu o vârstă estimată sub 400 de milioane de ani și este clasificată ca stea variabilă Delta Scuti, ceea ce semnifică faptul că luminozitatea sa variază foarte puțin în două ore. Viteza de rotație a stelei Denebola este ridicată, circa 165 km/s, încât face o rotație în mai puțin de 0,65 de zile, iar forma sa este turtită la poli și umflată la ecuator, asemănătoare cu aceea a stelei Achernar.

## Membră a unui superroi de stele
Studii recente de cinematică au scos în evidență faptul că Denevola face parte dintr-o asociație stelară  denumită IC 2391. Toate stelele care fac parte din acest grup prezintă o mișcare proprie similară, deși nu au legături gravitaționale.  Prin urmare, se presupune că aceste stele s-au născut în același loc și că inițial au format un roi deschis; alte stele din acest grup sunt Alpha Pictoris, Beta Canis Minoris și ceilalți membri ai roiului deschis IC 2391. Mai mult de 60 de membri probabili, ai acestui roi deschis, au fost identificați. 